# كيا فون
كيا فون (بالإنجليزية: Kia Vaughn)‏ مواليد 24 يناير 1987 في ذا برونكس، هي لاعبة كرة سلة أمريكية. بدأت مسيرتها الاحترافية في سنة 2009. تم اختيارها من قبل فريق نيويورك ليبرتي خلال الدرافت. تلعب مع فريق نيويورك ليبرتي في دوري الاتحاد الوطني لكرة السلة النسائية كلاعب وسط.

## المسيرة الاحترافية
لعبت مع نيويورك ليبرتي من سنة 2009 إلى 2012، ثم لعبت مع واشنطن ميستيكس من سنة 2013 إلى 2016، ثم لعبت مع نيويورك ليبرتي في سنة 2017.

## روابط خارجية
- كيا فون على موقع الاتحاد الدولي لكرة السلة (الإنجليزية)
- كيا فون على موقع الاتحاد الوطني لكرة السلة النسائية (الإنجليزية)
- كيا فون على موقع كرة السلة الأوروبية.كوم (الإنجليزية)
- كيا فون على موقع كلية كرة السلة في سبورتس رفرنس.كوم (الإنجليزية)
- كيا فون على موقع بروبوليرز (الإنجليزية)
- كيا فون على موقع سبورتس رفرنس (الإنجليزية)